# René de Saussure
Pour les articles homonymes, voir Saussure.
René de Saussure (né à Genève en 1868 et mort à Berne en 1943) est un mathématicien (il soutint à Genève en 1895 une thèse de doctorat en géométrie) et un espérantophone suisse. Il écrit d'importants ouvrages sur l'espéranto et l'interlinguistique. Sa principale œuvre est une analyse de la logique de la formation des mots en espéranto : Règles fondamentales de la théorie du mot en espéranto (Fundamentaj reguloj de la vortteorio en Esperanto), défendant l'espéranto contre quelques critiques idistes. Son principe de Nécessité et suffisance (Neceso kaj sufiĉo) fut très important et lui permit de s'élever contre la critique de Louis Couturat selon laquelle l'espéranto ne coïncidait pas avec le principe de Capacité de revirement (Renversebleco).

## Biographie
Il était le frère de Ferdinand de Saussure, créateur de la linguistique moderne. Peut-être à cause de son influence, Ferdinand de Saussure ajouta une mention neutre envers l'espéranto dans son ouvrage : Cours de linguistique générale en 1913.
En 1907, il proposa l'adoption du spesmilo et devint rédacteur de la Revue Scientifique Internationale (Internacia Scienca Revuo (eo)), cette dernière prospéra et devint de plus en plus importante. Mais René de Saussure écrivait sous le pseudonyme Antido de plus en plus souvent afin d'utiliser la revue pour discuter de réformes en espéranto. En 1919 ou 1920, une nouvelle langue : l'Antido était déjà prêt, mais même en 1921, René de Saussure considérait encore sa langue comme un « dialecte de l'espéranto ».
Il rédigea la revue Langue cosmopolite (Lingvo Cosmopolita) qui traitait de sa nouvelle langue. Le 1er septembre 1925, l'année où le congrès annuel d'espéranto s'est tenu à Genève, René de Saussure communiqua dans une circulaire qu'il cessait de se nommer espérantiste, qu'il abandonnait la bannière espérantiste avec une étoile verte sur fond blanc et levait la bannière du Nov-espéranto avec une étoile blanche sur fond vert.
Antido était un projet de langue plus proche de l'espéranto « orthodoxe » que de l'ido. Il proposa des changements pour l'orthographe et pour le système des corrélatifs, abandonnant l'accusatif ainsi que quelques changements moins importants concernant le vocabulaire. À cause de cette « hérésie », il fut renvoyé de l'Académie d'espéranto et fut également rejeté par les idistes ; il resta finalement seul. Certaines personnes pensent aujourd'hui que René de Saussure était un incompris car sa proposition (Antido) n'était pas, au début, une nouvelle langue comme l'ido, mais seulement une proposition de réforme pour l'Académie.

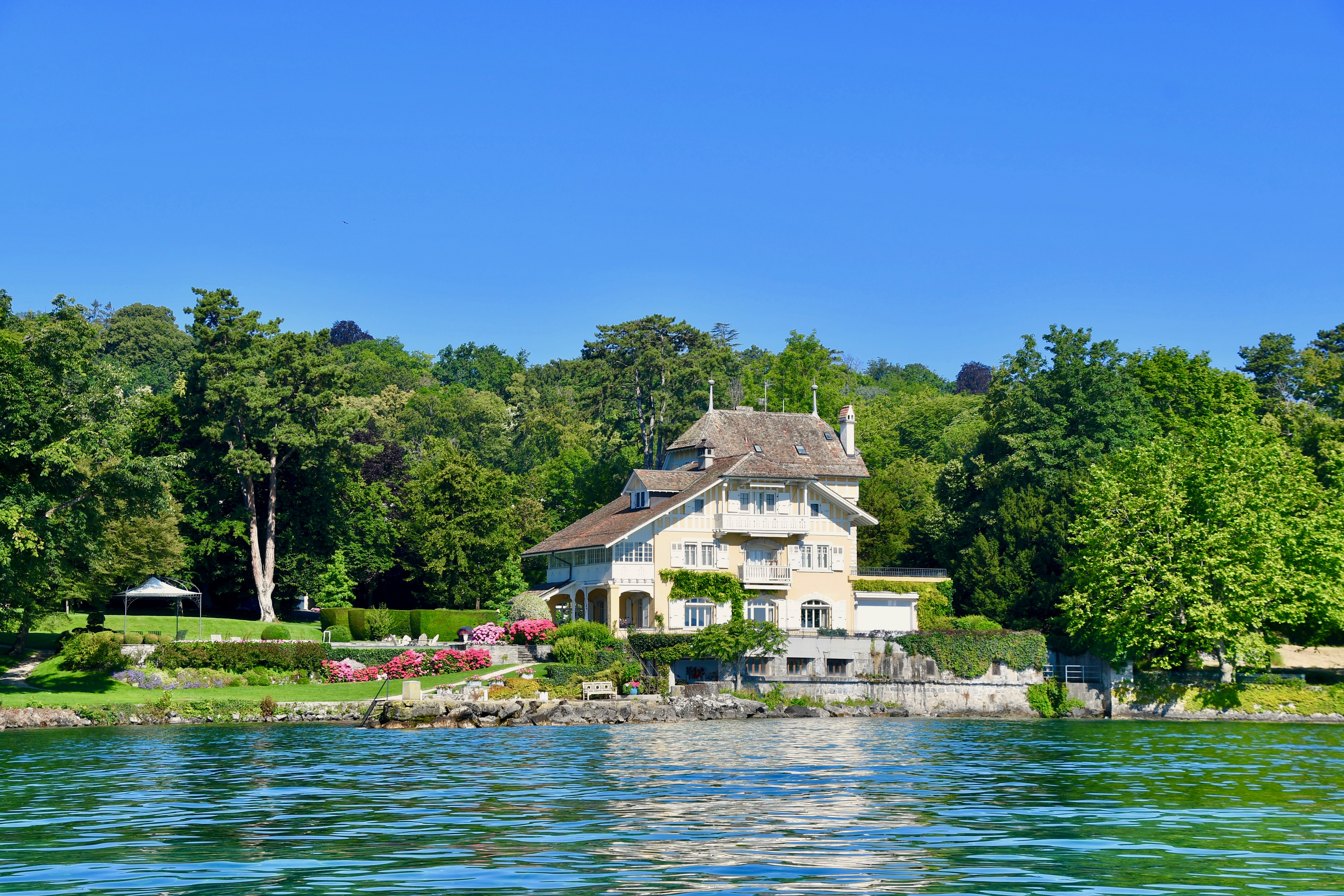
La villa « La Favorite », à Pregny, où vécut René de Saussure dans les années 1902.